# Tantale fils de Thyeste
Pour les articles homonymes, voir Tantale.
Dans la mythologie grecque, Tantale (en grec ancien Τάνταλος / Tántalos) est le fils de Thyeste et d'Érope (la femme d'Atrée, assassinée par ce dernier après que celui-ci découvre l’adultère avec son frère, Thyeste) — il ne doit pas être confondu avec son homonyme, la victime du célèbre « supplice », qui était en fait son arrière-grand-père. Agamemnon le tua, avant d'épouser sa femme, Clytemnestre, en secondes noces.

## Source
- Pausanias, Description de la Grèce [détail des éditions] [lire en ligne] (II, chap. 28).
- Pseudo-Apollodore, Épitome [détail des éditions] [lire en ligne] (II, 15).